# Marc Singer
Marc Singer (Vancouver, 29 de enero de 1948) es un actor canadiense de cine y televisión. Es conocido por su actuación protagonista en la serie de televisión V como el periodista Mike Donovan. La actriz Lori Singer (Fama) es hermana suya.

## Biografía
Creció en Corpus Christi, Texas. Su padre, Jacques Singer, fue director sinfónico, y su madre, Leslie Wright, pianista. Tiene una hermana también actriz, Lori Singer, conocida por su papel de Ariel en la película Footloose. Es primo del director de cine Bryan Singer. Está casado con la actriz de origen hawaiano Haunani Minn.
Su carrera empezó en la década de 1970, principalmente en series de televisión con papeles secundarios —y generalmente con participación en un solo capítulo — como Colombo, Hawaii 5-0, Raíces y El planeta de los simios, y también en películas de géneros diversos.
Marc Singer tuvo su primer papel protagonista en la miniserie The Contender de 1980 en la que Singer encarna a Johnny Captor, un chico universitario que luego del suicidio de su padre se convierte en boxeador para salvar a su familia (su madre y hermano menor).
Singer logra popularidad con su papel protagonista en la película El Señor de las bestias (The Beastmaster), una película de espada y brujería, aunque su mayor éxito lo alcanzó protagonizando la miniserie V de 1983 y en su secuela V: La Batalla Final (1984) en el papel de Mike Donovan (líder de la resistencia contra los extraterrestres) junto a Jane Badler quien encarnaba a Diana la líder de los visitantes. Repitió su papel de Dar en El señor de las bestias 2. La puerta del tiempo (The Beastmaster 2: Through the Portal of Time) y en su tercera entrega, El señor de las bestias 3: El ojo de Braxus. En 2011, hace el papel de Lars Tremont, líder del Proyecto Ares en la teleserie V.
Participó en la película Si tú pudieras ver lo que yo oigo (If you Could See What I Hear) donde interpretaba a Tom Sullivan. Otros films suyos son Body Chemistry, Watchers, High Desert Kill, The Fighter y Dead Space.
En cuanto a televisión, además de la serie V, participó en series como Dallas, The Twilight Zone, Something for Joey, Se ha escrito un crimen y Los inmortales. Entre 2001 y 2002, se hizo la serie El señor de las bestias, y él participó en el papel de Dartanus.
El 15 de diciembre de 2014 se reveló que Marc Singer había sido contratado para interpretar al General Matthew Shrieve en la tercera temporada de la serie "Arrow".

## Filmografía

### Cine
| Año  | Título                                 | Personaje                   |
| ---- | -------------------------------------- | --------------------------- |
| 1978 | Go Tell The Spartans                   | Capitán Al Olivetti         |
| 1982 | If You Could See What I Hear           | Tom Sullivan                |
| 1982 | The Beastmaster                        | Dar                         |
| 1988 | Born to Race                           | Kenny Landruff              |
| 1990 | A Man Called Sarge                     | Coronel Klaus Von Kraut     |
| 1990 | Body Chemistry                         | Tom Redding                 |
| 1990 | In the Cold of the Night               | Ken Strom                   |
| 1990 | Dan Turner, Hollywood Detective        | Detective Dan Turner        |
| 1990 | Watchers II                            | Paul Ferguson               |
| 1991 | Dead Space                             | Comandante Steve Krieger    |
| 1991 | Beastmaster 2: Through the Portal Time | Dar                         |
| 1991 | Ultimate Desires                       | Jonathan Sullivan           |
| 1992 | The Berlin Conspiracy                  | Harry Spangler              |
| 1992 | Sweet Justice                          | Steve Colton                |
| 1994 | Silk Degrees                           | Panadero                    |
| 1995 | Victim of Desire                       | Peter Starky                |
| 1995 | Savate                                 | Ziegfeld Von Trotta         |
| 1995 | Droid Gunner                           | Jack Ford                   |
| 1996 | Street Corner Justice                  | Mike Justus                 |
| 1997 | Lancelot: Guardian of Time             | Lancelot du Lac             |
| 2001 | L.A.P.D.: To Protect and to Serve      | Sam Steele                  |
| 2002 | Angel Blade                            | Dr. Martin Gites            |
| 2002 | Determination of Death                 | Reese Williams              |
| 2004 | What Lies Above                        | Curt Seavers                |
| 2008 | Eagle Eye                              | Desarrollador de explosivos |
| 2009 | Dragonquest                            | Maxim                       |
| 2011 | Life at the Resort                     | Thomas Warfield             |
| 2013 | House Hunting                          | Charlie Hays                |
| 2013 | The Last Letter                        | Sr. Haynes                  |
| 2014 | The Palmer Supremacy                   | Roger Towne                 |
| 2024 | Agent Recon                            | Coronel Green               |

### Televisión
| Año       | Título                                         | Personaje                        | Notas                                       |
| --------- | ---------------------------------------------- | -------------------------------- | ------------------------------------------- |
| 1973      | Columbo                                        | Doctor de televisión joven       | Episodio: "Double Shock"                    |
| 1974      | Cyrano de Bergerac                             | Christian de Neuvillette         | Película de televisión                      |
| 1974      | Planet of the Apes                             | Dalton                           | Episodio: "The Gladiators"                  |
| 1974      | Nakia                                          | Reed                             | Episodio: "No Place to Hide"                |
| 1974      | Hawaii Five-O                                  | Randy                            | Episodio: "Bomb, Bomb, Who's Got the Bomb?" |
| 1974      | Cada cosa en su estación                       | Andy Gerlach                     | Película de televisión                      |
| 1975      | Barnaby Jones                                  | Padre Tanner                     | Episodio: "Trap Play"                       |
| 1975      | Journey from Darkness                          | David Hartman                    | Película de televisión                      |
| 1975      | Hawaii Five-O                                  | Jeff Heywood                     | Episodio: "Target? The Lady"                |
| 1975      | Barnaby Jones                                  | Tally Morgan                     | Episodio: "The Price of Terror"             |
| 1976      | The Rookies                                    | Blair Winfield                   | Episodio: "Journey to Oblivion"             |
| 1976      | Jigsaw John                                    | Wade Bedell                      | 4 episodios                                 |
| 1976      | The Taming of the Shrew                        | Petruchio                        | Película de televisión                      |
| 1977      | Something for Joey                             | John Cappelletti                 | Película de televisión                      |
| 1977      | The Feather and Father Gang                    | Tim Donahue                      | Episodio: "Never Con a Killer"              |
| 1977      | 79 Park Avenue                                 | Ross Savitch                     | Miniserie, 2 episodios                      |
| 1978      | What Really Happened to the Class of '65?      |                                  | Episodio: "Class Underachiever"             |
| 1978      | Sergeant Matlovich vs. the U.S. Air Force      | Jason Cole                       | Película de televisión                      |
| 1978      | Visions                                        |                                  | Episodio: "Escape"                          |
| 1979      | Roots: The Next Generations                    | Andy Warner                      | Miniserie, 4 episodios                      |
| 1979      | The Two Worlds of Jennie Logan                 | David Reynolds                   | Película de televisión                      |
| 1980      | The Contender                                  | Johnny Captor                    | Miniserie, 5 episodios                      |
| 1981      | For Ladies Only                                | Stan Novak                       | Película de televisión                      |
| 1982      | Paper Dolls                                    | Wesley Miles                     | Película de televisión                      |
| 1982      | CHiPs                                          | Espectador                       | Episodio: "Something Special"               |
| 1983      | V                                              | Mike Donovan                     | Miniserie, 2 episodios                      |
| 1984      | Her Life as a Man                              | Mark Rogers                      | Película de televisión                      |
| 1984      | V: The Final Battle                            | Mike Donovan                     | Miniserie, 3 episodios                      |
| 1984      | The Love Boat                                  | John Neary                       | 2 episodios                                 |
| 1984-1985 | V                                              | Mike Donovan                     | 19 episodios                                |
| 1985      | The Greatest Adventure: Stories from the Bible | Adam                             | Voz. Episodio: "The Creation"               |
| 1986      | Dallas                                         | Matt Cantrell                    | 12 episodios                                |
| 1987      | Hotel                                          | Teniente Comandante Tom Hardison | Episodio: "Past Tense"                      |
| 1987      | Shades of Love: Indigo Autumn                  | Bruce                            | Película de televisión                      |
| 1988      | The Twilight Zone                              | Ed Hamler/Monty Hanks            | Episodio: "Extra Innings"                   |
| 1988      | Simon & Simon                                  | Ray McGuinness                   | Episodio: "Love Song of Abigail March"      |
| 1989      | Murder, She Wrote                              | Rick Barton                      | Episodio: "The Search for Peter Kerry"      |
| 1989      | The Hitchhiker                                 | Robert Lewis                     | Episodio: "Code Liz"                        |
| 1989      | High Desert Kill                               | Brad Mueller                     | Película de televisión                      |
| 1991      | Deadly Game                                    | Jake Kellogg                     | Película de televisión                      |
| 1992      | The Ray Bradbury Theater                       | Comandante Trask                 | Episodio: "The Long Rain"                   |
| 1992      | Batman: The Animated Series                    | Dr. Kirk Langstrom / Man-Bat     | Voz. 3 episodios                            |
| 1992      | Highlander: The Series                         | Caleb Cole                       | Episodio: "Mountain Man"                    |
| 1993      | The Sea Wolf                                   | Johnson                          | Película de televisión                      |
| 1993      | The Adventures of the Black Stallion           |                                  | Episodio: "Legends Never Die"               |
| 1994      | Sirens                                         | Bruce Weber                      | 2 episodios                                 |
| 1996      | Beastmaster III: The Eye of Braxus             | Dar                              | Película de televisión                      |
| 1996      | The Real Adventures of Jonny Quest             | Montague                         | Episodio: "The Alchemist"                   |
| 1996      | The Real Adventures of Jonny Quest             | Mitchell Stramm                  | Episodio: "AMOK"                            |
| 1998      | Honey, I Shrunk the Kids: The TV Show          | Bob                              | Episodio: "Honey, It's Doomsday"            |
| 1999      | The Young and the Restless                     | Chet                             | 12 episodios                                |
| 2001-2002 | Beastmaster                                    | Dartanus                         | 6 episodios                                 |
| 2005      | Duck Dodgers                                   | Kirk Manlord                     | Voz. Episodio: "Bonafide Heroes"            |
| 2006      | Lesser Evil                                    | Capitán Varney                   | Película de televisión                      |
| 2010      | The Republic                                   | Frank Alden                      | Película de televisión                      |
| 2011      | Criminal Minds: Suspect Behavior               | Kenneth Richards                 | Episodio: "See No Evil"                     |
| 2011      | V                                              | Lars Tremont                     | Episodio: "Mother's Day"                    |
| 2015      | Arrow                                          | General Matthew Shrieve          | 5 episodios                                 |
| 2016      | Beauty & the Beast                             | Peter Braxton                    | 4 episodios                                 |
| 2020      | AJ and the Queen                               | Bob                              | Episodio: "Columbus"                        |